# زبان منجانی
زبان مُنجی یا مُنجانی یک زبان ایرانی از شاخهٔ پامیری است که امروزه در کران و منجان(ولایت بدخشان) افغانستان گویشورانی دارد. این زبان به زبان یدغه نزدیک است که در چترال، در آن‌سوی مرز در پاکستان، رایج است. زبان یدغه در بالادست دره لوت‌کوه چترال در غرب گرم‌چشمه در خیبر پختونخوا پاکستان صحبت می‌شود.
از نظر تاریخی، منجی نزدیک‌ترین قرابت زبانی را با زبان باختری که اکنون منقرض شده‌است، نشان می‌دهد.
منجی دارای سه گویش اصلی است که گریونبرگ آن‌ها را «علیا»، «مرکزی» و «سفلی» نامیده است (درۀ مونجان به سوی شمال راه دارد). این گویش‌ها را می‌توان جنوبی، مرکزی و شمالی نامید که هریک ویژگی‌های خاص خود را دارد. دو لهجۀ رایج در منطقه درۀ ماملگاه و منطقه درۀ مونجان با هم تفاوت دارند که گویش شمالی و جنوبی این زبان به‌شمار می‌آیند. به طور کلی تفاوت‌های میان منجی جنوبی و منجی مرکزی/شمالی بیش از تفاوت‌های میان منجی مرکزی و منجی شمالی است.
منطقه گرم‌چشمه در طول جنگ شوروی و افغانستان اهمیت یافت. در طول تهاجم، شوروی نتوانست جریان جنگ‌افزار و افراد را در گردنه دوراه که چترال در پاکستان را از بدخشان در افغانستان جدا می‌کند، متوقف کند. این زبان پس از جنگ در افغانستان که مردم منجی‌زبان را مجبور به فرار به مناطق امن‌تر کرد، به بخش‌هایی از چترال منتقل شده‌است. 
به‌رغم اینکه فارسی زبان غالب منطقه است، نگرش‌ها نسبت به منجی بسیار مثبت است و در میان گویشوران، تعداد کمی کاهش استفاده را پیش‌بینی می‌کنند.

## برای مطالعهٔ بیشتر
- شروو، پرودز اکتور (۱۳۹۰). «یدغه و مونجی». راهنمای زبان‌های ایرانی. ج. ۲. ترجمهٔ آرمان بختیاری، عسکر بهرامی، حسن رضایی باغ‌بیدی، نگین صالحی‌نیا. تهران: انتشارات ققنوس. ص. ۷۴۱-۷۷۵. شابک ۹۶۴-۳۱۱-۳۹۰-۶.

- Decker, Kendall (1992). Languages of Chitral. Islamabad: National Institute of Pakistan Studies, Quaid-i-Azam University and Summer Institute of Linguistics.
- Morgenstierne, Georg (1926). Report on a Linguistic Mission to Afghanistan. Oslo: Instituttet for Sammenlignende Kulturforskning, Serie C I-2. ISBN 0-923891-09-9.